# 永平寺
36°03′20″N 136°21′19″E / 36.05566750000001°N 136.3554008°E

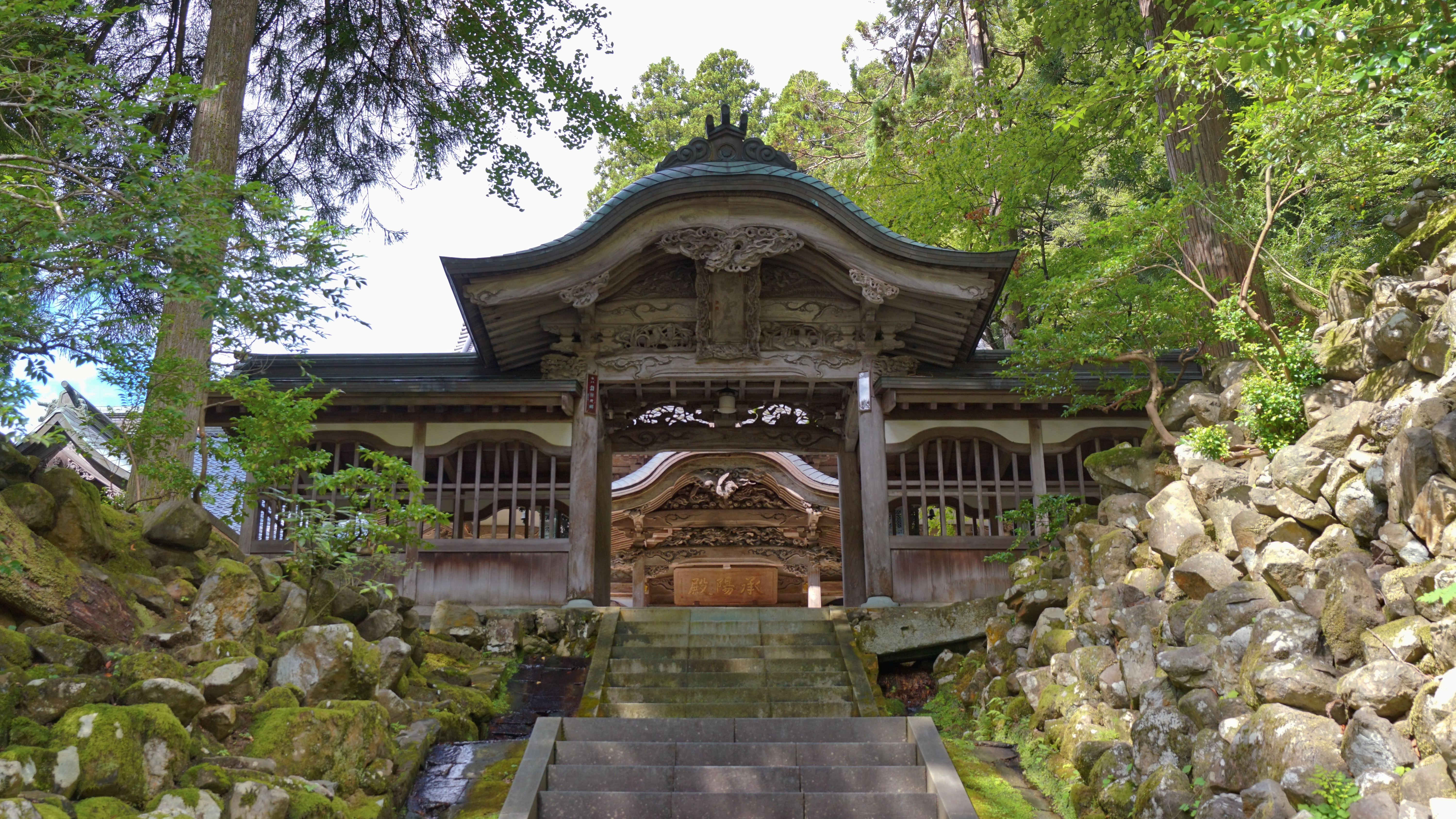
承陽門

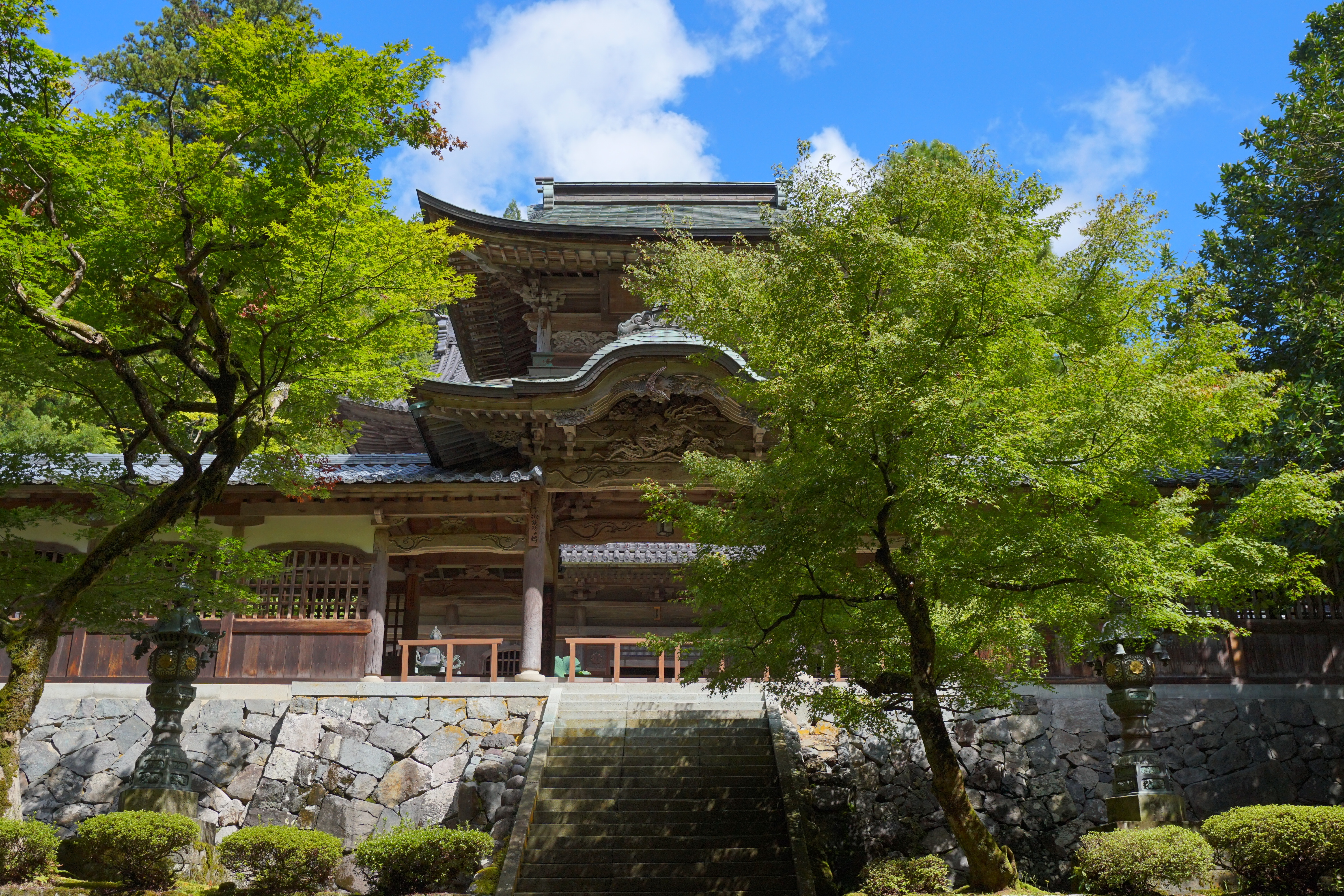
中雀門

永平寺（えいへいじ）是位在日本福井縣吉田郡永平寺町的寺院，曹洞宗大本山。山號「吉祥山」（きちじょうざん）。本尊釋迦如來・彌勒佛・阿彌陀如來之三世佛、開基（創立者）為波多野義重、開山（初代住持）為道元。

## 關連項目
- 總持寺

## 外部連結
- 永平寺 （页面存档备份，存于）
- "THE EIHEI-JI" これが永平寺だ！永平寺曹洞宗大本山永平寺(徳雲禅照自主制作映画上映会)You Tube （页面存档备份，存于）